# Préfecture de Saman
La préfecture de Saman (en persan: شهرستان سامان, shahrestān-e Sāmān) est l'une des 10 préfectures (shahrestān) de la province de Chahar Mahaal et Bakhtiari (Iran). La préfecture de Saman comptait 35895 habitants lors du recensement de 2006.

## Géographie
La préfecture de Saman est située au nord de la province de Chahar Mahaal et Bakhtiari. Elle est divisée en deux districts (bakhsh): le district central et le district de Zayandeh Rud. Son chef-lieu est la ville de Saman et compte une autre ville: Hureh. 